# Akaa-Volley
Akaa-Volley – fiński męski klub siatkarski z siedzibą w Akaa. W 2010 roku został wyodrębniony jako samodzielne stowarzyszenie z klubu A-Volley, założonego w 1991 roku. W sezonie 2017/2018 zadebiutował w najwyższej klasie rozgrywkowej – Mestaruusliidze, a w sezonie 2022/2023 po raz pierwszy wystąpił w europejskich pucharach, grając w Pucharze Challenge. W sezonie 2024/2025 zdobył mistrzostwo Finlandii i krajowy puchar.
Akaa-Volley swoje mecze domowe rozgrywa w hali Akaa Areena w Akaa.

## Historia
Akaa-Volley wywodzi się z klubu A-Volley, założonego w 1991 roku. A-Volley specjalizuje się w szkoleniu dzieci i młodzieży. Zdobył liczne trofea, w tym medale mistrzostw Finlandii w każdej kategorii wiekowej chłopców.
W połowie lat 90. trener Risto Lahti zainicjował Projekt 2010, którego celem było utworzenie drużyny chłopców mającej stopniowo awansować do 1. ligi (fiń. 1-sarja), czyli drugiego poziomu rozgrywkowego. Zgodnie z założeniami, zespół systematycznie piął się w strukturze ligowej – najpierw awansował do 2. ligi, a następnie, w sezonie 2007/2008, do 1. ligi. W tamtym sezonie nie przegrał żadnego meczu ligowego, a w barażach pokonał zespół Kimmo Volley.
We wrześniu 2010 roku z klubu A-Volley wydzielono pierwszoligową drużynę i zarejestrowano nowe stowarzyszenie pod nazwą Akaa-Volley. A-Volley pozostał oddzielnym podmiotem, koncentrując się w pełni na szkoleniu dzieci i młodzieży. Zespół Akaa-Volley przez kolejne kilka sezonów występował w 1. lidze. W sezonie 2016/2017 zdobył mistrzostwo 1. ligi i zakwalifikował się do baraży o udział w najwyższej klasie rozgrywkowej – Mestaruusliidze. W barażach pokonał, w serii do trzech zwycięstw, drużynę Liiga-Riento, która zajęła ostatnie miejsce w Mestaruusliidze, i tym samym awansował do najwyższej klasy rozgrywkowej.
Akaa-Volley zadebiutował w Mestaruusliidze 26 września 2017 roku, przegrywając w trzech setach mecz przeciwko Rantaperkiön Isku. W pierwszym sezonie zajął przedostatnie, 10. miejsce, i trafił do baraży, w których pokonał Maaningan Mahti.
W sezonie 2018/2019 Akaa-Volley zakończył fazę zasadniczą na 6. miejscu i po raz pierwszy zakwalifikował się do fazy play-off, w której uległ w ćwierćfinale drużynie Savo Volley. Sezon 2019/2020 został przerwany i niedokończony ze względu na pandemię COVID-19. W chwili zawieszenia rozgrywek Akaa-Volley zajmował czwartą pozycję w tabeli.
Przełomowym momentem w historii klubu był sezon 2021/2022, w którym Akaa-Volley zdobył brązowy medal mistrzostw Finlandii po zwycięstwie nad zespołem Hurrikaani-Loimaa. W dwóch kolejnych sezonach drużyna z Akaa została wicemistrzem Finlandii, a w 2023 roku doszła do finału krajowego pucharu, w którym przegrała z klubem Vammalan Lentopallo.
W sezonie 2022/2023 Akaa-Volley po raz pierwszy wziął udział w europejskich pucharach. W 1/16 finału Pucharu Challenge przegrał dwumecz z portugalskim klubem AJ Fonte Bastardo. W kolejnym sezonie osiągnął jak dotychczas największy sukces w europejskich pucharach, dochodząc do półfinału Pucharu Challenge, w którym uległ Projektowi Warszawa.
Historyczny dla klubu okazał się sezon 2024/2025, w którym Akaa-Volley po raz pierwszy zdobył Puchar Finlandii, wygrał fazę zasadniczą Mestaruusliigi, a po zwycięstwie w finale fazy play-off z zespołem Hurrikaani-Loimaa został mistrzem Finlandii.

## Osiągnięcia
- Mistrzostwa Finlandii:
  -  1. miejsce (1x): 2025
  -  2. miejsce (2x): 2023, 2024
  -  3. miejsce (1x): 2022
- Puchar Finlandii:
  -  1. miejsce (1x): 2025
  -  2. miejsce (1x): 2023

## Udział w europejskich pucharach
| Sezon     | Rozgrywki        | Osiągnięcie |
| --------- | ---------------- | ----------- |
| 2022/2023 | Puchar Challenge | 1/16 finału |
| 2023/2024 | Puchar Challenge | półfinał    |
| 2024/2025 | Puchar Challenge | 1/8 finału  |
| 2025/2026 | Liga Mistrzów    |             |
| Źródło:   |                  |             |

## Trenerzy
Lista obejmuje trenerów, którzy prowadzili drużynę Akaa-Volley od sezonu 2017/2018.
| Okres     | Imię i nazwisko |
| --------- | --------------- |
| 2017–2018 | Lauri Tihinen   |
| 2018–2021 | Oliver Lüütsepp |
| 2021–     | Olli Kunnari    |
| Źródło:   |                 |